# André Nzapayeké
André Nzapayeké (ur. 20 sierpnia 1951 w Bangassou) – ekonomista i polityk środkowoafrykański, mianowany 25 stycznia 2014 na stanowisko premiera kraju, po zaprzysiężeniu na prezydenta Catherine Samby-Panzy. W latach 2010–2012 był sekretarzem generalnym Afrykańskiego Banku Rozwoju, natomiast w latach 2012-2014 pełnił funkcję wiceprezesa Banku Wspólnoty Gospodarczej Państw Afryki Środkowej.